# Арабабаде-Хосреви
Арабабаде-Хосреви (перс. عربآباد خسروی‎) — село на севере Ирана, в остане Альборз. Входит в состав шахрестана Саводжболаг. Является частью дехестана (сельского округа) Чехарденге бахша Чехарбаг.

## География
Село находится в южной части Альборза, к югу от хребта Эльбурс, на расстоянии приблизительно 5 километров к западу от Кереджа, административного центра провинции. Абсолютная высота — 1276 метров над уровнем моря.

## Население
По данным переписи 2006 года население села составляло 1832 человека (922 мужчины и 910 женщин). В Арабабаде-Хосреви насчитывалось 466 семей. Уровень грамотности населения составлял 74,73 %. Уровень грамотности среди мужчин составлял 77,77 %, среди женщин — 71,65 %.